# François Portzer
François Portzer (né le 15 septembre 1959) est un syndicaliste enseignant français.

## Biographie

### Origines et études
François Portzer est le fils d'un policier résistant et communiste, Émile Portzer (1920-2002), officier de la Légion d’honneur, et de France Portzer, née Barazer de Lannurien, directrice d'école honoraire et chevalier des Palmes académiques (1918–2014).

### Carrière professionnelle
En 1984, il obtient son certificat d'aptitude au professorat de l'enseignement du second degré (CAPES) en histoire-géographie et se syndique au Syndicat national des enseignements de second degré (SNES) avant de rejoindre le Syndicat national des lycées et collèges (SNALC) après avoir estimé que le SNES « mélangeait les genres », se battant aussi bien pour des causes humanitaires que pour la défense des intérêts professionnels des enseignants.
Il enseigne successivement dans les académies de  Dijon, Reims,Versailles et  Créteil puis en 1997 au collège public de Quintin dans les Côtes-d'Armor et à partir de 2001 au lycée Rabelais de Saint-Brieuc. Convaincu, en 25 ans de carrière, que le collège unique doit être réformé, il préconise « un « collège pour tous » ménageant des parcours individualisés, avec un enseignement professionnel revitalisé. ».

### Carrière syndicale
En 2000, il est élu président de la section académique du SNALC pour l'académie de Rennes. De 2000 à 2006, il est secrétaire national du SNALC à la vie scolaire. D'avril 2006 à 2009, il est vice-président national du SNALC. À partir de mai 2009, il est  à nouveau membre du Bureau national du SNALC. Le 15 octobre 2009, il est élu à l'unanimité secrétaire général de la Fédération générale autonome des fonctionnaires (FGAF), il sera reconduit dans cette fonction en 2013, 2017 et 2021.
Devenu professeur agrégé en 1994, il est élu, le 5 janvier 2011, président national du SNALC, fonction où il succède à Bernard Kuntz, démissionnaire. Avec Claire Mazeron, il considère que « la laïcité ne peut plus être assimilée à une simple tolérance ou à une neutralité prudente de l'État » et dès 2012, avec Albert-Jean Mougin, « il approuve les projets de Vincent Peillon imposant une morale laïque (E.M.C.) au collège comme au lycée ». 
Le 30 avril 2015, au terme du Congrès de Porto-Vecchio, il est reconduit pour quatre ans à la tête de l'organisation. 
Malgré un bilan positif qui a permis en sept ans le doublement du nombre d'adhérents du syndicat et la victoire de celui-ci aux élections professionnelles de 2014, François Portzer est démis de ses fonctions de président national par la commission administrative du SNALC le 15 mai 2018 à la suite de « tensions au sein du bureau national ». Il est remplacé par Jean-Rémi Girard, l'un des trois vice-présidents du syndicat aux côtés d'Albert-Jean Mougin, lui aussi destitué à cette occasion, et de Marie-Hélène Piquemal, qui est maintenue dans son poste. Il demeure toutefois secrétaire général de la FGAF. Relatant cette révolution interne, le site touteduc.fr note que « Le SNALC est la seule organisation syndicale à avoir soutenu plusieurs des réformes de Jean-Michel Blanquer », ministre de l'Éducation nationale d'Emmanuel Macron. Un congrès extraordinaire organisé le 30 juin 2018 ratifie la mise à l'écart de François Portzer et confirme l'élection de Jean-Rémi Girard à la présidence jusqu'au 15 avril 2019, date à laquelle son mandat est reconduit pour quatre ans.

### Autres engagements
Initié en 1989 au « droit humain », il a été également président de 2006 à 2009 de la loge maçonnique Henriette Renan de Saint-Brieuc de cette obédience.
Lors des élections municipales du 28 juin 2020, il est élu à Saint-Brieuc sur une liste de gauche et en tant que conseiller délégué est chargé de la tranquillité publique, de la propreté et du stationnement.